# Xenohormese
Xenohormese é uma hipótese que postula que certas moléculas, como os polifenóis vegetais, que indicam estresse nas plantas, podem ter um efeito conferindo longevidade nos consumidores de plantas (ou seja, mamíferos) e estuda essa relação. Foi usado pela primeira vez no artigo "Small molecules that regulate lifespan: evidence for xenohormesis" por David Sinclair e colegas da Escola de Medicina Harvard.
Se as plantas que um animal está comendo estão sob estresse, seu conteúdo aumentado de polifenóis pode sinalizar condições de fome próximas. Pode ser vantajoso para o animal começar a reagir — ou seja, agachar-se para se preparar para os tempos difíceis que virão. Os efeitos que os pesquisadores observaram do resveratrol podem ser exatamente essa resposta.